# Useras
Useras (hiszp. wym. [uˈseɾas]), les Useres (walenc. wym. [lez uˈzeɾes])– gmina w Hiszpanii, w prowincji Castellón, we wspólnocie autonomicznej Walencja, o powierzchni 80,69 km². W 2011 roku liczyła 1017 mieszkańców.